# Iksar
Iksar (arab. إكسار) – wieś w Syrii, w muhafazie Aleppo. W 2004 roku liczyła 343 mieszkańców.